# Antiokheia (Piszidia)
Ez a szócikk a piszídiai Antiókhiáról szól. Az ókori Szíriában és Kis-Ázsiában legalább 16 település neve volt Antiókhia.
A piszidíai Antiókhia (görög:  Ἀντιόχεια τῆς Πισιδίας, latin: Antiochia Caesareia vagy Antiochia Colonia Caesarea) történelmi város. Romterülete a mai Törökországban, Anatólia szívében, Isparta tartományban található; a város az egykori Phrügia (Frigia) és Piszidia formális határán feküdt. Az ásatások egy színház, termálfürdő, szökőkutak, egy Augustus-templom és egy vízvezeték romjait tárták fel.
Az ásatások azt mutatták, hogy az egykori város környéke már a Kr. e. 3. évezredben lakott terület volt. A hellén korban I. Szeleukosz szeleukida uralkodó mintegy 60 várost alapított és ezek közül 16-ot apjáról, Antiochus-ról (görög: Ἀντίοχος) nevezett el.
Piszídiai Antiókhia a római korban Kis-Ázsia egyik legfontosabb városa volt. Pál apostol missziós útjának egyik állomása volt.
580 körül itt született Geórgiosz Piszidész bizánci költő.
A város a 8. században, a muszlim omajjád hódítások ideje alatt hanyatlásnak indult, majd a 12. században az ottomán-törökök hódításai alatt végleg elpusztult.

## Fordítás
- Ez a szócikk részben vagy egészben  az   Antioch of Pisidia című angol Wikipédia-szócikk fordításán alapul.  Az eredeti cikk szerkesztőit annak laptörténete sorolja fel. Ez a jelzés csupán a megfogalmazás eredetét és a szerzői jogokat jelzi, nem szolgál a cikkben szereplő információk forrásmegjelöléseként.